# Aleksey Bazarov
Aleksey Bazarov (Hebrew: אלכסיי באזארוב, tiếng Nga: Алексей Базаров, sinh ngày 14 tháng 10 năm 1963) là một vận động viên người Israel gốc Liên Xô đã giải nghệ, chuyên thi đấu ở nội dung 400 mét rào.
Ông từng đoạt huy chương vô địch Liên Xô vào năm 1990 và đã đại diện cho Liên Xô thi đấu ở nội dung chạy rào 400 mét cũng như nội dung tiếp sức tại Giải vô địch châu Âu năm 1990 (đội tuyển xếp thứ tám). Ông đã giành chức vô địch quốc gia Israel lần đầu vào năm 1992 và đã giành tổng cộng bốn lần vô địch quốc gia, trong đó có một lần ở nội dung 400 mét. Ông cũng đã thi đấu tại Thế vận hội năm 1992, Giải vô địch thế giới năm 1993, và Giải vô địch châu Âu năm 1994, nhưng không đạt được trận chung kết trong các kì thi này.
Thời gian cá nhân tốt nhất của ông là 49,33 giây, đạt được vào tháng 6 năm 1988 tại Leningrad.